# Albir Rifkatowitsch Krganow

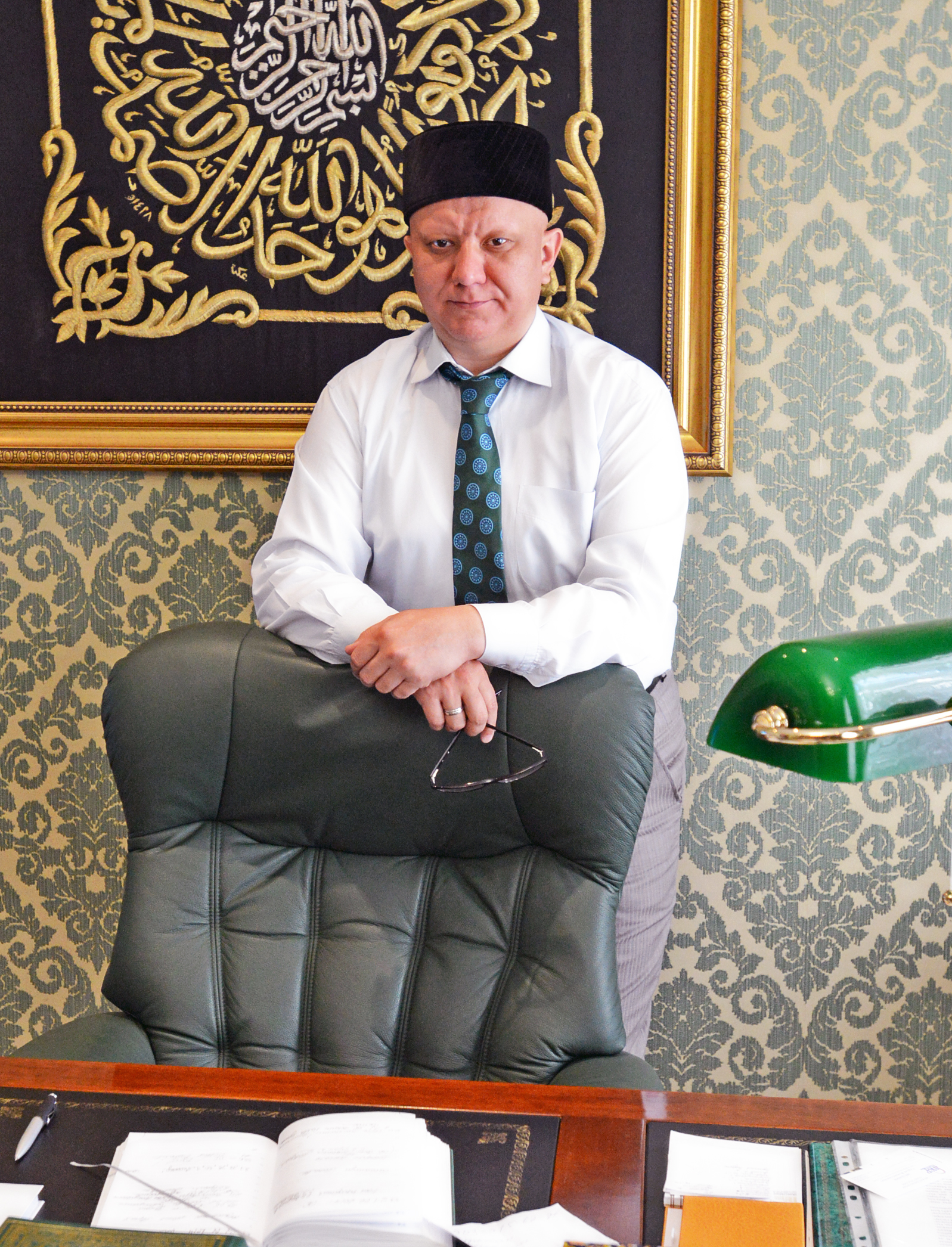
Albir Krganow

Albir Rifkatowitsch Krganow (russisch Альбир Рифкатович Крганов; wiss. Transliteration Al'bir Rifkatovič Krganov, auch Albir Krganov; * 10. Oktober 1976, Rajon Batyrewo, Tschuwaschien) ist ein russischer Mufti.

## Ämter
Krganow ist eine Persönlichkeit des Islams im russischen muslimischen religiösen und öffentlichen Leben, die viele Ämter bekleidet. Seit 2010 ist er der Vorsitzende der Geistlichen Verwaltung der Muslime von Moskau und Zentralrussland und damit Mufti des sogenannten Moskauer Muftiats (russ. Московский Муфтият). Er war von 2005 bis 2012 der erste Stellvertreter des Vorsitzenden der Zentralen Geistliche Verwaltung der Muslime Russlands unter der Führung von Großmufti Talgat Tadschuddin.
Er ist der Vorsitzende der Geistlichen Verwaltung der Muslime der Republik Tschuwaschien und damit Mufti von Tschuwaschien. Er ist Mitglied der Gesellschaftlichen Kammer der Russischen Föderation.

## Geistliche Versammlung der Muslime der Russischen Föderation (DSM RF)
Am 30. November 2016 wurde er im President Hotel in Moskau zum Vorsitzenden einer neuen muslimischen Dachorganisation in der Russischen Föderation gewählt, der Geistlichen Versammlung der Muslime Russlands (russ. Духовное собрание мусульман России; Abk. ДСМ РФ / DSM RF; engl. Spiritual Assembly of Muslims of Russia), eines neuen Zusammenschlusses von Muftiaten in der Russischen Föderation, der ein Dutzend regionaler Geistlicher Verwaltungen vereint.
In einem Interview anlässlich der Gründung dieser neuen Organisation weist der Religionshistoriker und Islamwissenschaftler Roman Silantjew darauf hin, dass Krganow seine gesellschaftliche Stellung seit Ende 1999 ausbauen konnte, als er Präsident Wladimir Putin bei einem Besuch in Tschetschenien zu Beginn des Zweiten Tschetschenienkrieges begleitete. Seine Position werde durch seinen ständigen Wohnsitz in Moskau und seine eigentliche Monopolstellung zur Vertretung der muslimischen Interessen in Russland gestärkt.